# Constantin Voiculescu
Constantin Voiculescu, romunski general, * 23. februar 1889, † 17. september 1955.